# San Sebastián (San Sebastián)
San Sebastián es un barrio-pueblo ubicado en el municipio de San Sebastián en el estado libre asociado de Puerto Rico. En el Censo de 2010 tenía una población de 1424 habitantes y una densidad poblacional de 4780,95 personas por km².

## Geografía
San Sebastián se encuentra ubicado en las coordenadas 18°20′13″N 66°59′24″O / 18.33694, -66.99000. Según la Oficina del Censo de los Estados Unidos, San Sebastián tiene una superficie total de 0.3 km², que corresponden a tierra firme.

## Demografía
Según el censo de 2010, había 1424 personas residiendo en San Sebastián. La densidad de población era de 4780,95 hab./km². De los 1424 habitantes, San Sebastián estaba compuesto por el 85.39 % blancos, el 3.72 % eran afroamericanos, el 0.49 % eran amerindios, el 0.21 % eran asiáticos, el 8.36 % eran de otras razas y el 1.83 % pertenecían a dos o más razas. Del total de la población el 99.16 % eran hispanos o latinos de cualquier raza.